# Папе Діав
Ельхаджи Папе Джибріл Діав (фр. El Hadji Pape Djibril Diaw; нар. 31 грудня 1994, Дакар, Сенегал) — сенегальський футболіст, захисник клубу «Рух» (Львів).

## Клубна кар'єра

### Ранні роки
Народився в Дакарі. Футболом розпочав займатися в футбольній школі свого батька (Абдулає Діав), де його першим тренерами стали Амаду Саль Ндама та Папе Шейх Діалло. Потім виступав за популярну в народі дитячу команду Валідан з кварталу Деркль, звідки перебрався до клубу «Жанна д'Арк».

### Дебют у Сенегалі
У дорослому футболі дебютував у нічийному (0:0) поєдинку 5-го туру чемпіонату Сенегалу. А першим голом за «Жанну д'Арк» відзначився вже в поєдинку Другого дивізіону чемпіонату Сенегалу. У сезоні 2011/12 років відзначився 3-ма голами за дорослу та 2-ма голами за молодіжну команди клубу.
У 2012 році президент «Єгго» (клуб вищого дивізіону) Абдулає Туре запросив його до для підсилення оборони, де Папе протягом двох років виступав на позиції лівого захисника. Саме в цей період Алью Сіссе вперше викликав Діав до олімпійської збірної Сенегалу.
У сезоні 2014/15 років виступав за команду вищого дивізіону чемпіонату Сенегалу «Порт Автоном», де провів хороший сезон.

### «Гіл»
У 2014 році під час одного з поєдинків чемпіонату Сенегалу талановитого захисника помітили скаути «Гіла» з другого дивізіону чемпіонату Бельгії. Папе Джібріл Діав підписав 1-річний контракт за допомогою колишнього гравця Ібрагіми Іяне Тіама. За нову команду дебютував 29 грудня 2015 року в поєдинку 20-го туру Першого дивізіону проти Руселаре. У січні 2016 року зіграв ще в двох матчах — проти «Антверпена» (1:2) і «Серкль» (Брюгге) (3:3). Загалом у трьох матчах провів на полі 26 хвилин. Причиною рідкісних виступів у першій команді стала гра за молодіжну команду клубу.

### «Корона» (Кельце)
Наприкінці січня 2016 року прибув на перегляд у «Корону» (Кельці). У лютому 2016 року підписав 1-річний контракт з кельцинським клубом. Дебютував в Екстраклясі 4 березня 2016 року в матчі проти бяльського «Подбескідзе» (1:1). Сезон 2015/16 років завершив з 12-ма зіграними матчами. Першим голом у вищій лізі Польщі відзначився 12 серпня 2016 року в програному матчі з гданською «Лехією» (2:3). У грудні 2016 року продовжив контракт з «Короною» до кінця червня 2019 року. У сезоні 2016/17 років провів 16 матчів в Екстраклясі. Регулярні виступи вберегли його від травм, у т.ч. апендициту, у зв’язку з чим наприкінці вересня 2016 року переніс операцію. У сезоні 2017/18 років зіграв у 20 матчах польського чемпіонату, а 16 лютого 2018 року в матчі проти «Сандеція» (Новий Сонч) відзначився голом (3-3; у цьому ж матчі також відзначився автоголом). Окрім цього, зіграв у чотирьох матчах Кубку Польщі – у матчі 1/8 фіналу вище вказаного сезону із краківською «Віслою» (1:0) відзначився єдиним голом у додатковий час, забезпечивши «Короні» вихід до наступного раунду. В осінній частині сезону 2018/19 років зіграв у всіх 20 матчах, забив два м’ячі: 16 вересня 2018 року поєдинку проти «Погонь» (Щецин) (1:1) та 24 листопада 2018 року в поєдинку проти «Гурник» (Забже) (4:2).

### Виступи у Франції
У січні 2019 року перейшов у французький «Анже», з яким підписав контракт на два з половиною роки. Французи заплатили за молодого сенегальця 250 000 євро. Свій перший та єдиний матч за «Анже» провів 10 березня 2019 року в поєдинку 28-го туру Ліги 1 проти «Монпельє» (2:2). На початку наступного сезону відданий в оренду «Кану», у футболці якого дебютував 26 липня 2019 року в поєдинку 1-го туру проти «Сошо». У сезоні 2019/20 він п'ять разів зіграв у лізі, де отримав червону картку, і двічі зіграв у Кубку, де відзначився одним голом. Наступного сезону не зіграв жодного матчу за професіональну команду. 

### «Жальгіріс» (Вільнюс)
Після прибуття до Литви 24 січня 2021 року було оголошено, що Папе став гравцем «Жальгіріса». Отримав футболку з 23-м ігровим номером. Коли гравець отримав пропозицію від «Жальгіріса», він зв'язався зі своїм другом Мамаду Мбоджем (колишній гравець «Жальгіріса»), який закликав його довго не думати й прийняти пропозицію клубу. Пропустив початок сезону через травму й дебютував у команді в 30 квітня 2021 році в поєдинку проти алтіуською «Дайнавою». Сенегалець вийшов у стартовому складі та відіграв увесь матч. Жальгірісці розгромили суперників з рахунком 5:1. 14 травня 2021 року в матчі проти «Паневежиса» після подачі кутового влучно пробив головою та відзначився єдиним голом. Жальгірісці перемогли паневежчців з рахунком 1:0.
У кваліфікації Ліги чемпіонів сезону 2021/22 років зустрічався з «Лінфілдом». 6 липня 2021 року в Вільнюсі литовці здобули перемогу з рахунком 3:1. Матч-відповідь відбувся 13 липня 2021 року в Північній Ірландії. У ньому жальгірісці перемогли з рахунком 2:1. Підсумковий результат двох матчів – 5:2 на користь «Жальгіріса», литовський клуб вийшов у другий раунд. У другому матчі Лінфілд провів небезпечну атаку на 63-й хвилині, а після штрафного удару господарі ледь не забили гол, але Ельхадж вибив м'яч рукою з лінії воріт. За такий вчинок його покарали червоною карткою, а суддя призначив 11-метровий пенальті у ворота «Жальгіріса».
У першому матчі другого етапу проти будапештського «Ференцвароша» не зміг допомогти жальгірісцям через червону картку. Матч плей-оф відбувся у 27 липня 2021 року в Вільнюсі. Угорці в черговий раз розгромили жальгірівців. Цього разу результат – 3:1 на користь угорців. На 92-й хвилині Папе Діав головою відправив м'яч у ворота і скоротив рахунок до 1:2, але незабаром угорці забили ще один м'яч та встановив підсумковий результат 1:3.
23 жовтня 2021 року відзначився голом у фіналі Кубку Литви. «Жальгіріс» переміг суперників з рахунком 5:1 і став володарем кубка.
27 жовтня 2021 рік в матчі проти «Судуви» відзначився голом і зробив значний внесок у перемогу (3:2) столичного клубу.

### «Рух» (Львів)
Наприкінці січня 2022 року підписав контракт з «Рухом», де отримав футболку з 6-им ігровим номером. За даними ЗМІ трансфір сенегальця обійшовс львівському клубу в 100 000 євро.

## Кар'єра в збірній

### Олімпійська збірна
Папе Джібріл Діав був частиною олімпійської збірної Сенегалу, яка вирвала золоту медаль у 2015 році на Африканських іграх у Браззавілі, Конго. Будучи аутсайдером в групі з 3-х осіб, де Гана та Нігерія були фаворитами, Сенегал фінішував 2-м після двох нічиїх, випередивши Гану (0:0) і Нігерію (1:1). У півфіналі Сенегал переміг Конго (3:1), а потім виграв фінал, у Буркіна-Фасо (3:1).
Під час відбіркових матчів до Африканських ігор Сенегал вибив Малі (2;2 у першому матчі, де Папе Джібріл Діо зрівняв рахунок 1:1 в Бамако, та 1:1 у матчі-відповіді в Мбурі, на Стад Каролін Фає).
У листопаді 2015 року під час Кубку африканських націй U-23 в Дакарі, Папе Джибріл Діав із Сенегалом фінішував 4-му і, таким чином, втратив можливість кваліфікуватися на Олімпійські ігри в Ріо-2016. Тим не менш, Сенегал зробив показав абсолютний результат на груповому етапі, здобув 3 перемоги над Південною Африкою (3:1), Тунісом (2:0) і Замбією (1:0).

### Національна збірна
8 жовтня 2018 року Папе Джібріл Діав отримав виклик до Сенегалу. Зіткнувшись із вибуттям Ламіне Сане та Каліду Кулібалі, тренер Аліу Сіссе викликав захисника на два матчі проти Судану, в рамках 3-го і 4-го туру кваліфікації КАН 2019. Проте на груповому етапі так і не зіграв жодного матчу. За першу команду дебютував 26 березня 2019 року в переможному (2:1) товариському матчі проти Малі. однак на даний час цей матч так і залишився єдиним у кар'єрі Папе.

## Статистика виступів

### Клубна (в «Короні»)
| Клуб                          | Сезон   | Ліга        | Ліга  | Ліга | Кубок Польщі | Кубок Польщі | Загалом | Загалом |
| Клуб                          | Сезон   | Ліга        | Матчі | Голи | Матчі        | Голи         | Матчі   | Голи    |
| ----------------------------- | ------- | ----------- | ----- | ---- | ------------ | ------------ | ------- | ------- |
| «Корона» (Кельці)             | 2015/16 | Екстракляса | 12    | 0    | –            | –            | 12      | 0       |
| «Корона» (Кельці)             | 2016/17 | Екстракляса | 16    | 1    | 0            | 0            | 16      | 1       |
| «Корона» (Кельці)             | 2017/18 | Екстракляса | 20    | 1    | 4            | 1            | 24      | 2       |
| «Корона» (Кельці)             | 2018/19 | Екстракляса | 20    | 2    | 0            | 0            | 20      | 2       |
| Загалом                       | Загалом | Загалом     | 68    | 4    | 4            | 1            | 72      | 5       |
| Станом на 22 грудня 2018 року |         |             |       |      |              |              |         |         |

### У збірній
| Дата      | Місто | Господарі | Результат | Гості | Турнір           | Голи | Примітки |
| --------- | ----- | --------- | --------- | ----- | ---------------- | ---- | -------- |
| 26-3-2019 | Дакар | Сенегал   | 2 – 1     | Малі  | товариський матч | -    | 41'      |
| Усього    |       | Матчів    | 1         |       | Голів            | 0    |          |

## Досягнення

### Клубні
«Жальгіріс»
- А-ліга Литви
  -  Чемпіон (1): 2021

### Збірна
Олімпійська збірна Сенеалу
- Африканські ігри
  -  Чемпіон (1): 2015